# أكسيداز أحادي الأمين A
أكسيداز أحادي الأمين A (بالإنجليزية: Monoamine oxidase A)‏، اختصارًا MAOA، هو إنزيم يشفره الجين MAOA.
هذا الجين هو واحد من اثنين من أفراد عائلة الجينات المجاورة التي تقوم بتشفير إنزيمات الميتوكوندريا التي تحفز نزع الأمين المؤكسد للأمينات الأحادية ، مثل الدوبامين والنورادرينالين والسيروتونين. ينتج عن حدوث طفرة في هذا الجين متلازمة برونر. ارتبط هذا الجين أيضًا بمجموعة متنوعة من الاضطرابات النفسية الأخرى ، بما في ذلك السلوك المعادي للمجتمع. لوحظت متغيرات نسخ مقسمة ترميز العديد من الأشكال السوية.